# Xiamujiao (sockenhuvudort i Kina, Shanxi Sheng, lat 39,46, long 112,08)
Xiamujiao är en sockenhuvudort i Kina. Den ligger i provinsen Shanxi, i den norra delen av landet, omkring 180 kilometer norr om provinshuvudstaden Taiyuan. Antalet invånare är 2 241. Befolkningen består av 1 050 kvinnor och 1 191 män. Barn under 15 år utgör 11,0 %, vuxna 15-64 år 75 %, och äldre över 65 år 12,0 %.
Runt Xiamujiao är det ganska tätbefolkat, med 149 invånare per kvadratkilometer. Närmaste större samhälle är Xiashuitou, 7,1 km norr om Xiamujiao. Trakten runt Xiamujiao består i huvudsak av gräsmarker.
Genomsnittlig årsnederbörd är 620 millimeter. Den regnigaste månaden är juli, med i genomsnitt 184 mm nederbörd, och den torraste är december, med 3 mm nederbörd.